# 1707 Chantal
Chantal (asteróide 1707) é um asteróide da cintura principal, a 1,8393955 UA. Possui uma excentricidade de 0,1709882 e um período orbital de 1 207,17 dias (3,31 anos).
Chantal tem uma velocidade orbital média de 19,99565019 km/s e uma inclinação de 4,03832º.
Esse asteróide foi descoberto em 8 de Setembro de 1932 por Eugène Delporte.